# Spodnja Bačkova
Spodnja Bačkova (Duits: Watschkau) is een plaats in Slovenië en maakt deel uit van de gemeente Benedikt in de NUTS-3-regio Podravska. De plaats telde 132 inwoners op 1 januari 2020.